# Morgan Kneisky
Morgan Kneisky (Besançon, Franc Comtat, 31 d'agost de 1987) és un ciclista francès, professional des del 2012 al 2020. Ha combinat també amb el ciclisme en pista, on ha aconseguit el Campionat del món de Scratch, i tres de Madison.

## Palmarès en pista
- 2009
  -  Campió del món de scratch
  -  Campió de França de scratch
  -  Campió de França de madison
- 2010
  -  Campió de França de puntuació
- 2011
  - 1r als Sis dies de Grenoble (amb Iljo Keisse)
- 2013
  -  Campió del món de madison (amb Vivien Brisse)
  -  Campió de França de madison
  - 1r als Quatre dies de Grenoble (amb Vivien Brisse)
- 2014
  - 1r als Tres dies de Grenoble (amb Thomas Boudat)
- 2015
  -  Campió del món de madison (amb Bryan Coquard)
- 2017
  -  Campió del món de Madison (amb Benjamin Thomas)
  - 1r als Sis dies de Fiorenzuola d'Arda (amb Benjamin Thomas)

### Resultats a laCopa del Món
- 2010-2011
  - 1r a la Classificació general i a la prova de Cali, en Scratch
- 2015-2016
  - 1r a Cambridge, en Madison

## Palmarès en ruta
- 2008
  - 1r al Tour de Moselle i vencedor d'una etapa
- 2012
  - Vencedor d'una etapa al Boucles de la Mayenne